# George Michael Volkoff
George Michael Volkoff (* 23. Februar 1914 in Moskau; † 24. April 2000 in Vancouver) war ein kanadischer Physiker.

## Leben und Wirken
Die Eltern von Volkoff emigrierten mit ihm 1924 aus der Sowjetunion nach Kanada und ließen sich in Vancouver nieder. Da der Vater dort keine Stellung fand, gingen sie 1927 nach Harbin. Während der Vater später in die Sowjetunion zurückkehrte und dort im Großen Terror ermordet wurde, kehrte Volkoff nach Vancouver zurück und begann ein Studium an der University of British Columbia. 1934 erwarb er den Bachelor- und 1936 den Master-Grad. Anschließend wurde er Graduate Student bei J. Robert Oppenheimer an der University of California in Berkeley.
Zusammen mit Oppenheimer sagte er 1939 die Existenz von Neutronensternen voraus, bevor diese entdeckt wurden. Im Rahmen dieser Arbeit beschrieb er auch eine obere Schranke für die Masse von stellaren Objekten, die aus entarteter Neutronenmaterie (Neutronenstern) bestehen (Tolman-Oppenheimer-Volkoff-Grenze). Sie ist ein Analogon zur Chandrasekhar-Grenze für weiße Zwerge.
Ab 1943 war er in Montreal im kanadischen Atomenenergie-Programm tätig und war als theoretischer Physiker maßgeblich an der Entwicklung und Inbetriebnahme des ersten kanadischen Schwerwasserreaktors NRX in den Chalk River Laboratories beteiligt.
Seit 1946 war er Professor an der University of British Columbia. 1957 wurde er Fellow der American Physical Society. Von 1962 bis 1963 war er Präsident der Canadian Association of Physicists. 1946 wurde er Mitglied des Order of the British Empire und 1994 des Order of Canada.

## Publikationen
- J. R. Oppenheimer und G. M. Volkov: On massive neutron cores.  In: Phys. Rev. 55. 1939, S. 374–381.

## Weblink
- George Michael Volkoff, 1914–2000 Biografie und Nachruf an der University of British Columbia.

| Personendaten    | Personendaten           |
| ---------------- | ----------------------- |
| NAME             | Volkoff, George Michael |
| KURZBESCHREIBUNG | kanadischer Physiker    |
| GEBURTSDATUM     | 23. Februar 1914        |
| GEBURTSORT       | Moskau                  |
| STERBEDATUM      | 24. April 2000          |
| STERBEORT        | Vancouver               |